# Брезовица при Боровници
Брезовица при Боровници (словен. Brezovica pri Borovnici) је насељено место у општини Боровница, Средњесловенска регија, Словенија.

## Историја
До територијалне реорганизације у Словенији била је у саставу старе општине Врхника.

## Становништво
У попису становништва из 2021. године, Брезовица при Боровници је имала 222 становника.
| Број становника према пописима | Број становника према пописима | Број становника према пописима | Број становника према пописима |
| ------------------------------ | ------------------------------ | ------------------------------ | ------------------------------ |
| 1991                           | 2002                           | 2011                           | 2021                           |
| 238                            | 260                            | 261                            | 222                            |

Напомена: До 1955. исказивано под именом Брезовица.

## Галерија
- засеок Прод
- засеок Врбљене